# Roscoe Pound
Nathan Roscoe Pound (ur. 27 października 1870 w Lincoln, Nebraska, zm. 30 czerwca 1964 w Cambridge, Massachusetts) – amerykański badacz prawa, twórca socjologicznej jurysprudencji, reformator amerykańskiej edukacji prawniczej i pionier administracji sądowej.

## Życiorys
Nathan Roscoe Pound był synem sędziego Stephena B. Pounda oraz Laury Biddlecome Pound. Jego siostrą była znana amerykańska folklorystka Louise Pound.
Pound studiował botanikę na Uniwersytecie Nebraska, gdzie otrzymał licencjat w 1888, oraz stopień magistra w 1889. W 1889 r. zaczyna studiować prawo na Uniwersytecie Harvarda. Studiował tam tylko rok i nigdy nie uzyskał żadnego stopnia w naukach prawnych. W 1898 otrzymuje doktorat Uniwersytetu Nebraska w dziedzinie botaniki. W dalszym ciągu swojej kariery związał się już zupełnie z działalnością w obszarze prawa. Był jednym z założycieli Nebraska State Bar Association, gdzie współtworzył jego konstytucję i piastował funkcję sekretarza. Od 1895 uczy prawoznawstwa i prawa rzymskiego, a w 1899 r. zostaje wykładowcą akademickim. W tym czasie publikuje wiele prac na temat prawa i amerykańskiego systemu prawnego, stając się stopniowo wpływowym krytykiem decyzji Sądu Najwyższego Stanów Zjednoczonych, szczególnie dotyczących swobody umów (np. sprawa Lochner v. New York z 1905 r.). Zaczyna również prace nad socjologiczną jurysprudencją, nauką mającą zbliżyć nauki prawne i socjologię. Socjologiczna jurysprudencja Pounda stała się początkiem amerykańskiego realizmu prawniczego i socjologii prawa.
W 1903 Pound zostaje dziekanem wydziału prawa Uniwersytetu Nebraska. Kariera jego doznała nagłego przyspieszenia w 1906 r. po odczycie The Causes of Popular Dissatisfaction with the Administration of Justice, otwierającym doroczne spotkanie American Bar Association w ST.Paul w Minnesocie. W swojej mowie Pound krytykował obowiązujący wtedy model prawny, w którym proces sądowy prowadzony był przez prawników, a sędzia jedynie rozstrzygał, która strona była bardziej przekonująca. Pound argumentował za wzmocnieniem pozycji sędziego, który miał niezależnie dążyć do ustalenia prawdy i ustanowienia sprawiedliwego wyroku. Tym samym mowa Pounda stała się ważnym punktem odniesienia w narastającym konflikcie między konserwatywnymi i reformistycznymi prawnikami. Jest też uznawana za jedną z ważnych prac dla powstającej nauki administracji sądowej.
W 1910 zaczyna uczyć na Harvardzie i w 1916 zostaje dziekanem Harvard Law School. W tym czasie jego projekt socjologicznej jurysprudencji zaczyna silnie oddziaływać na amerykańską edukację prawniczą. Prawnicy stają się coraz bardziej wyczuleni na rzeczywistość społeczną w jakiej funkcjonuje prawo. Uznaje się, że głębokie przemiany modelu edukacji prawniczej w Stanach Zjednoczonych okresu międzywojennego, są przede wszystkim zasługą działań Pounda.
W 1936 roku rezygnuje z funkcji dziekana, jednak nadal uczy na Harvardzie. Jest jednym z najgorętszych krytyków administracji Franklina Delano Roosevelta i polityki New Dealu. Mimo dużej aktywności naukowej i publicystycznej, stopniowo traci znaczenie i w okresie powojennym przestaje być centralną postacią amerykańskich nauk prawnych.

## Poglądy
Roscoe Pound uważany jest za jedną z najważniejszych postaci amerykańskiej jurysprudencji pierwszej połowy XX wieku. Jego poglądy uległy radykalnej zmianie w latach trzydziestych – z czołowego rzecznika reform amerykańskiego systemu prawnego, przenosi się na pozycje konserwatywne, krytykując zarówno realistów prawnych, jak i administrację Roosevelta.

### Projekt socjologicznej jurysprudencji
Najbardziej znane są poglądy Pounda z jego pierwszego okresu, kiedy rozwijał on projekt socjologicznej jurysprudencji. Teoria ta była połączeniem pragmatyzmu, niemieckiej nauki prawa oraz teorii kontroli społecznej socjologa Edwarda A. Rossa z Uniwersytetu Nebraski. Interpretacja prawa według Pounda powinna odejść od prawniczego formalizmu, i nastawić się bardziej pragmatycznie, biorąc pod uwagę interes ogólny społeczności, oraz faktyczne działanie prawa w społeczeństwie. Samo prawo natomiast powinno dostosować się formą do potrzeb społeczeństwa przemysłowego. Współczesny sobie system prawny krytykował Pound za zbytni indywidualizm, czyli nastawienie na realizację interesów poszczególnych jednostek, bez oglądania się na interes ogólny. Prawo było stosowane mechanicznie i nie było w stanie dostosować się do szybko zmieniającej się rzeczywistości społecznej.

### Prawo i inżynieria społeczna
Poglądy Pounda na prawo w społeczeństwie można określić jako technokratyczne, a jednym z głównych jego tematów jest postęp poprzez prawo. Rozumny ustrój i system prawny stanowią konieczny środek do rozwoju społecznego. Roscoe Pound uważany jest za twórcę pojęcia inżynierii społecznej, czyli świadomego sterowania społeczeństwem.
Nowe w Stanach Zjednoczonych zjawisko rozrostu administracji i wkraczania przez nią na coraz to nowe obszary życia społecznego witane było z nadzieją. Istotną rolę pełnić tu mieli specjaliści, a udział laików w procesie prawnym traktowany był jako niepożądany. Sami prawnicy powinni być jednak szkoleni nie tylko w prawie, lecz również w naukach społecznych, tylko wtedy bowiem będą w stanie stosować odpowiednie środki prawne do wywoływania zamierzonych skutków.
Prawo może pełnić swoją rolę dzięki temu, że pozostaje neutralne wobec konfliktów istniejących w społeczeństwie. Pozwala godzić sprzeczne interesy grup i jednostek, oraz chronić i wspierać interesy społeczne. Pound wymienia 6 takich interesów. Są to:
- powszechne bezpieczeństwo,

- podstawowe instytucje społeczne (rodzina, religia, prawa polityczne obywateli)

- społeczne poczucie moralności,

- podstawowe dobra społeczne (prawa własności),

- postęp społeczny,

- życie jednostek.

Z tego względu teoria Pounda nazywana bywa też teorią interesu społecznego, i łączona jest z takimi teoretykami jak Rudolf von Jhering, Leon Duguit czy Eugene Ehrlich.

### Historia prawa
W licznych pracach rozwijana jest też cykliczna wizja historii prawa, oparta na analizach krajów common law. Według Pounda prawo naprzemiennie oscyluje pomiędzy dwoma biegunami – władzą dyskrecjonalną sędziego i jego swobodnym uznaniem, oraz ścisłym podporządkowaniem regułom prawnym, lub inaczej ujmując pomiędzy sprawiedliwością bez prawa oraz prawem bez sprawiedliwości. Tezy te ilustrowane były m.in. angielskimi przykładami z epoki Tudorów i Stuartów i miały służyć krytycznej analizie współczesnego systemu prawnego Stanów Zjednoczonych Ameryki. Ideałem była tu sprawiedliwość zgodnie z prawem. jednak ten ideał był niezwykle trudny do osiągnięcia.

### Badania nad przestępczością w Cleveland
W 1922 Roscoe Pound wraz z Felixem Frankfurterem przeprowadzają projekt badawczy nad przestępczością w Cleveland, będący jednym z pierwszych istotnych projektów badawczych w socjologii prawa. Metodami ilościowymi przebadano doniesienia o przestępstwach zamieszczone w gazetach w Cleveland w styczniu 1919 r. Porównując ze sobą pierwszą i drugą połowę miesiąca, stwierdzono, że w drugiej połowie miesiąca poświęcono znacznie więcej miejsca doniesieniom o przestępstwach, niż w pierwszej połowie (6642 cale w porównaniu z 925 calami), chociaż liczba przestępstw zwiększyła się jedynie nieznacznie (363 w porównaniu z 345). W konkluzjach stwierdzano, że zjawisko narastającej fali przestępczości było w dużej mierze wytworzone przez prasę. Niemniej jednak miało ono realne konsekwencje w postaci reakcji administracji i systemu sądownictwa, ponieważ opinia publiczna żądała ich natychmiastowej odpowiedzi na „epidemię przestępczości”. W rezultacie zaczęto wydawać surowsze wyroki, a także zwiększyła się szansa błędów sądowych.

### Spór z realistami
Zmiana poglądów Pounda przypada na okres, kiedy jego postulaty są w coraz szerszym stopniu uwzględniane. W okresie piastowania funkcji dziekana Pound przestał intensywnie pracować nad socjologiczną jurysprudencją, przez co jego koncepcje stały się w wielu aspektach przestarzałe. Pojawiły się znacznie bardziej radykalne postulaty realistów prawnych. Coraz więcej było też interesujących studiów empirycznych nad prawem. W latach 1930–1931 toczy się między Roscoe Poundem a realistami gorąca dyskusja na temat istoty prawa i działania amerykańskiego systemu prawnego. Głównymi antagonistami Pounda byli Karl Nickerson Llewellyn oraz Jerome Frank.
Llewellyn był uczniem Pounda, i początkowo zajmował się rozwijaniem jego idei. Wkrótce jednak zaczął krytykować Pounda zarzucając mu zbyt wysoki stopień abstrakcji i w konsekwencji niepraktyczność. Podobnie jak Pound, dla realistów prawo było tym, co faktycznie robią sędziowie. Przeciwstawiali oni prawo w działaniu (realne prawo), „prawu w książkach” (prawu wydumanemu przez prawników). Byli oni jednak w swoich twierdzeniach znacznie bardziej radykalni. Nauka prawa była dla nich nauką empiryczną o rzeczywistych procesach decyzyjnych. Rozmyślania nad istotą i treścią prawa są pozbawione sensu, należy badać rzeczywistość społeczną, prowadzącą do wystąpienia prawnych skutków (np. wydania wyroku). Nieistotne były akty prawa pisanego. Niemożliwe było też poznanie obowiązującego prawa przed wydaniem decyzji przez sędziego w konkretnej sprawie. Dla Pounda oznaczało to niebezpieczny relatywizm. Twierdził on bowiem, że w niektórych dziedzinach można osiągnąć pewność co do prawa i wyniku procesu sądowego. Nie tyle odmawiał on realistom racji, co wskazywał, że ich poglądy na prawo są ograniczone, i nie obejmują całości fenomenu prawa. Poza perspektywą realistyczną pozostawać miała „sprawiedliwość zgodna z prawem”, do której dążył Pound. Teorie realistów szły w parze z rosnącą ingerencją administracji w system prawa, co dla Pounda groziło administracyjnym absolutyzmem i sprowadzaniem prawa do woli silniejszego. Chociaż wydawało się, że ówczesną debatę wygrali realiści, to współcześnie opinie o niej są podzielone. Sama dyskusja widziana jest jako jedna z odsłon starego filozoficznego sporu między racjonalizmem a empiryzmem.

### Zmiana poglądów i krytyka administracji
Momentem przełomowym dla Pounda jest jednak rozwój polityki New Dealu, coraz silniejsze ingerencje administracji federalnej w system prawa, a przede wszystkim plan reorganizacji Sądu Najwyższego, mający znacznie wzmocnić uprawnienia władzy wykonawczej (Judiciary Reorganization Bill z 1937 r.). Pound zaczyna postrzegać New Deal jako narastający ruch sprawiedliwości bez prawa i zaczyna mu się przeciwstawiać.

## Wybrane publikacje
- 1907 – Spurious Interpretation
- 1914 – Outlines of Lectures on Jurisprudence
- 1921 – The Spirit of the Common Law
- 1923 – Interpretations of Legal History
- 1924 – Law and Morals; University of North Carolina Press
- 1929 – Criminal Justice in America
- 1938 – The Formative Era of American Law; Boston; Little Brown and Co.
- 1940 – Organization of Courts
- 1941 – Appellate Procedure in Civil Cases
- 1942 – Social Control through Law; Yale University Press
- 1947 – Law and the Administration of Justice; Nanking; Sino-American Cultural Service
- 1947 – Wstęp do Law in Action: An Anthology of Law in Literature (red. Amicus Curiae); New York; Crown
- 1951 – Justice According to the Law; New Haven; Yale University Press
- 1953 – The Lawyer from Antiquity to Modern Times
- 1954 – Introduction to the Philosophy of Law; Yale University Press
- 1957 – The Development of Constitutional Guarantees of Liberty
- 1958 – The Ideal Element in Law
- 1959 – Jurisprudence (5 tomów); St. Paul, Minn.; West Publishing